# تيري قاولد
تيري قاولد هو صحفي كندي، ولد في القرن العشرين.